# ديان دو بواتييه
ديان دو بواتييه (بالفرنسية: Diane de Poitiers)‏ (9 يناير 1500-25 أبريل 1566) سيدة نبيلة فرنسية ومن سيدات البلاط الفرنسي البارزات. مارست الكثير من القوة والنفوذ بصفتها عشيقة الملك هنري الثاني (الذي كان متزوجًا من دوقة إيطاليا كاثرين دي ميديتشي) وكانت مستشارته حتى وفاته. أدت مكانتها البارزة إلى زيادة ثروتها ومكانة عائلتها. كانت راعية رئيسية لعمارة عصر النهضة الفرنسية. 

## روابط خارجية
- ديان دو بواتييه على موقع الموسوعة البريطانية (الإنجليزية)
- ديان دو بواتييه على موقع إن إن دي بي (الإنجليزية)